# Manuel Félix López
Manuel Enrique Félix López (Junín, 17 de noviembre de 1937 - Portoviejo, 1 de enero del 2004) fue un político y empresario ecuatoriano.

## Biografía
Manuel Félix López hijo de Quinche J. Félix Rezabala y de Jacinta María López Loor, era el cuarto de 13 hermanos, quienes durante los primeros años de su vida, vivieron en la ciudad de Calceta, cabecera cantonal del cantón Bolívar.   Félix López vivió en el seno de una familia de comerciantes de aquella localidad, familia muy ligada a la política, siendo su padre alcalde del cantón. Fue hermano de Luis Félix López.

### Carrera política

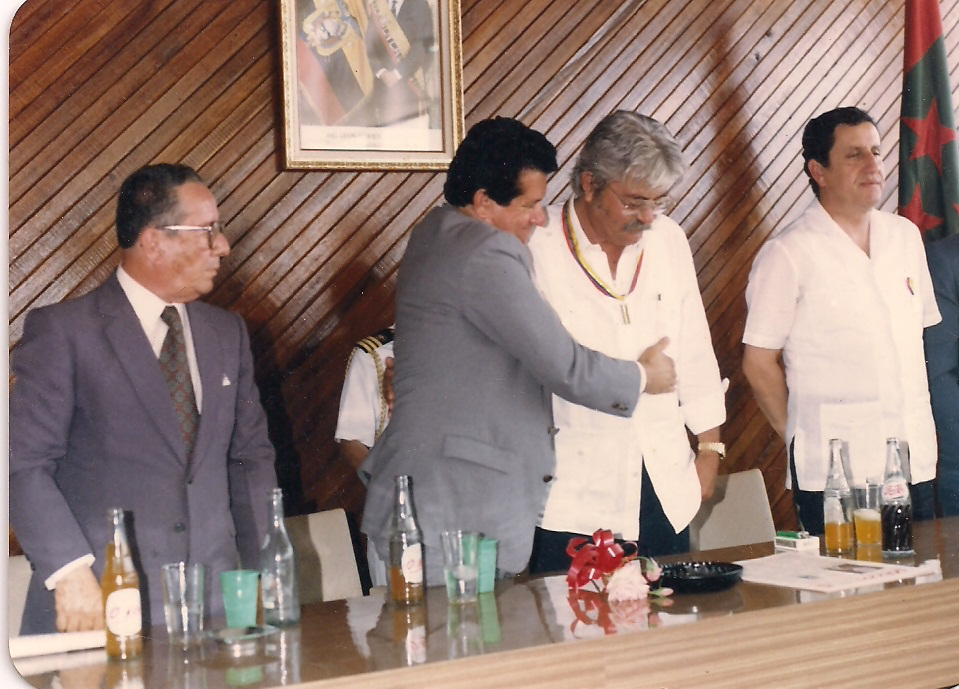
Junto a León Febres Cordero

Durante su juventud, después de fundar bajo su liderazgo el movimiento político local "Renovación" fue dos veces concejal del cantón Bolívar (1966 y 1970), y en 1970 fue elegido por el seno del Concejo, como presidente municipal de dicho cantón. Con el retorno de la democracia a Ecuador, fue consejero provincial de Manabí (1981-1984), director del extinto Centro de Rehabilitación de Manabí (CRM), en representación de las municipalidades y presidente de la también extinta, Junta de Recursos Hidráulicos de Jipijapa

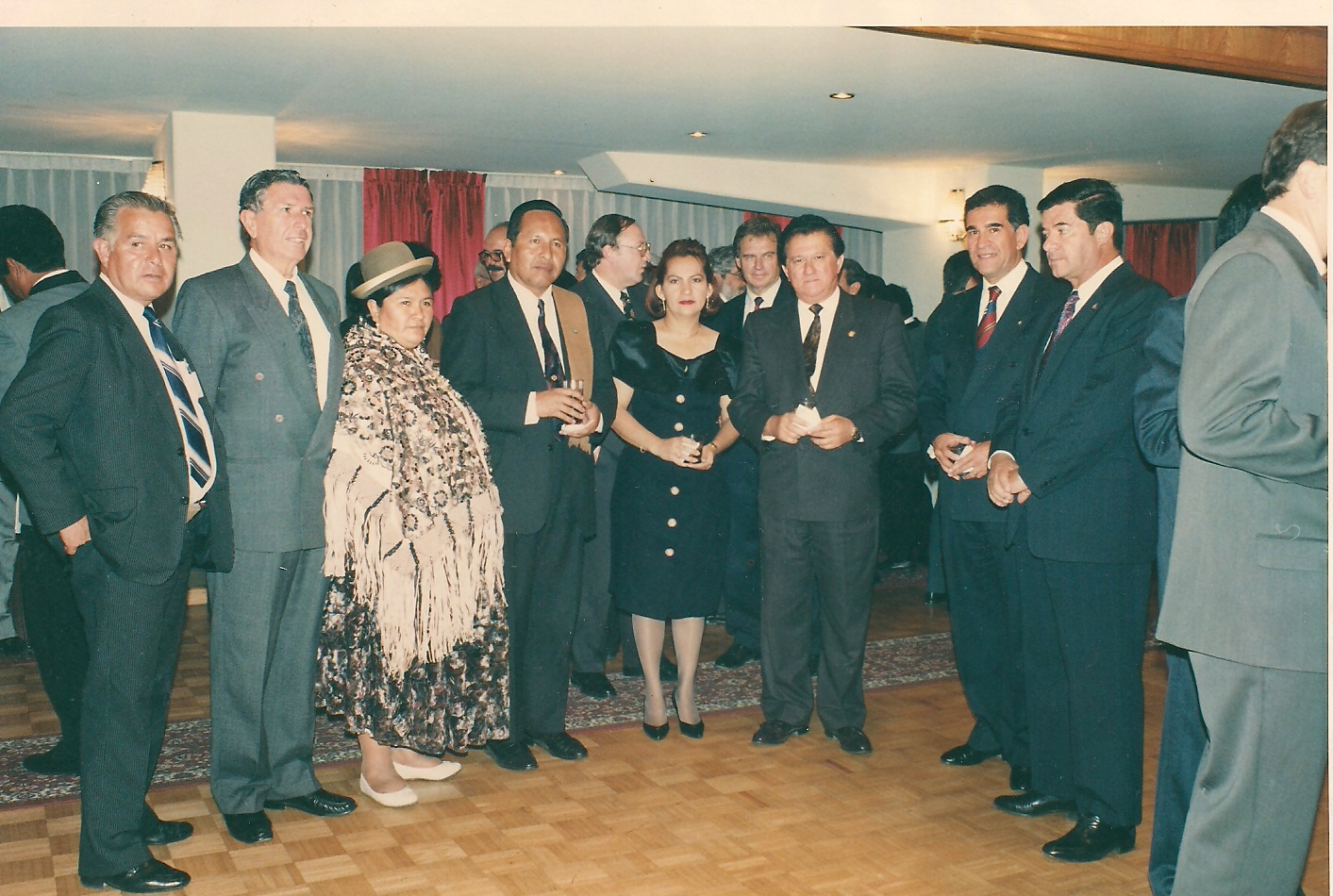
Junto al alcalde de La Paz, Rolando Enrique Rojas.

En 1984, Manuel Félix López resultó elegido Diputado de la provincia de Manabí, hasta 1986. En 1985 fue designado como delegado al Parlamento Andino, con sede en la ciudad de Bogotá, ese mismo año ocupó su Vicepresidencia.
Durante el año de 1991, se aleja del PSC y es uno de los fundadores del Partido Unidad Republicana. Manuel Félix es designado diputado nacional, debido a que figuraba como suplente de Roberto Dunn Barreiro, quién no asumió su curul en el congreso, debido a que fue nombrado ministro de Gobierno del Ecuador. En estas circunstancias es designado Director Nacional del partido de gobierno. Nuevamente es delegado del Congreso Nacional ante el parlamento Andino, ahora con sede en la ciudad de La Paz, Bolivia, en donde es declarado como huésped de honor, por su alcalde, Rolando Rojas.
En el año 2000, terció nuevamente como candidato a alcalde, por el Partido Social Cristiano, siendo ésta su última participación activa en política.

## Legado
Falleció en 2004 en su domicilio en Portoviejo.  A raíz de su muerte, varios de sus familiares intentaron seguir sus pasos en la política y en el servicio público.  
Tanto su hijo mayor Manuel Gustavo Félix Montesdeoca, como su hermano menor Leonardo Félix López participaron para alcalde de Bolívar en 2004 y 2019, respectivamente; ambos por el Partido Social Cristiano sin éxito.
Otros si tuvieron más éxito, como su hermano menor Eduardo Félix López, quien fue concejal del cantón Bolívar en 2006 y su nieta la ex reina de belleza Saruka Rodríguez, quien fue asambleísta provincial por Manabí en 2009.  Sin embargo, esta última fracasó en su intento por llegar a la viceprefectura de Manabí en 2019.
En cuanto al servicio público en general, su hermano mayor Luis Félix López otro político de trayectoria, poeta y médico, fue designado presidente de la Casa de la Cultura Ecuatoriana Núcleo del Guayas en 2007; y su hermana menor Myriam Félix López fue designada para el Consejo de Participación Ciudadana y Control Social - Transitorio que dirigió Julio César Trujillo en 2018.
Su memoria fue inmortalizada a través de la Escuela Superior Politécnica Agropecuaria de Manabí "Manuel Félix López" (ESPAM MFL), que lleva su nombre en honor a su trayectoria política y en especial por su gestión legislativa que coadyuvó a la creación de este instituto ecuatoriano de educación superior, mediante Ley N.º 116, publicada en el R.O. N.º 935 el 29 de abril de 1996.  Tanto sus hermanos Leonardo y Myriam, así como su hijo Ángel Guillermo Félix Mendoza, han dirigido dicho centro de estudios.
En 2013, un grupo de ciudadanos calcetenses encabezados por su sobrino Jaime Moreno Félix, fundaron el movimiento cantonal Renovación en honor al movimiento homónimo que fundó Manuel y lo llevó a su primer cargo público como concejal de su cantón.  Moreno resultó electo concejal de Bolívar en 2014 y 2019, y como asambleísta nacional en 2023 de la mano de esta agrupación política local en alianza con otras organizaciones políticas nacionales.
Renovación fue parte de la coalición de partidos y movimientos políticos locales y nacionales que llevaron a Ledy Laura Muñoz a la alcaldía de Bolívar derrotando al alcalde Walther Cevallos quién aspiraba la reelección.